# Havssula
Havssula (Morus bassanus) är en stor havsfågel som tillhör familjen sulor (Sulidae). Den är en utpräglad havsfågel som främst besöker land för att häcka. Havssulan är en flyttfågel som häckar i stora kolonier, ofta med 1000-tals par, på båda sidor av Nordatlanten och utanför häckningstid lever den pelagiskt, främst längre söderut i Atlanten.

## Utseende
Havssulor är stora fåglar med spetsiga långa vingar som ser ut att sitta på mitten av kroppen när de glider över havet på stela vingar. De mäter mellan 87 och 100 centimeter och har ett vingspann på 165–180 centimeter. Havssulor får sin adulta fjäderdräkt efter fem år. Fjäderdräkten hos adulta fåglar är vit med svarta handpennor. Näbben som är lång och vass är ljust blåaktig med mörka längsgående streck. Ögat är ljusblått och omgivet av bar, svart hud. Under häckningen är huvud och nacke gulfärgade. Juvenila fåglar är mörkt gråbrunspräckliga. Under deras fyra första levnadsår får de sedan gradvis mer vitt och mindre mörka partier i fjäderdräkten tills de fått sin adulta fjäderdräkt.

Fjäderdräktens utveckling under de fyra första åren
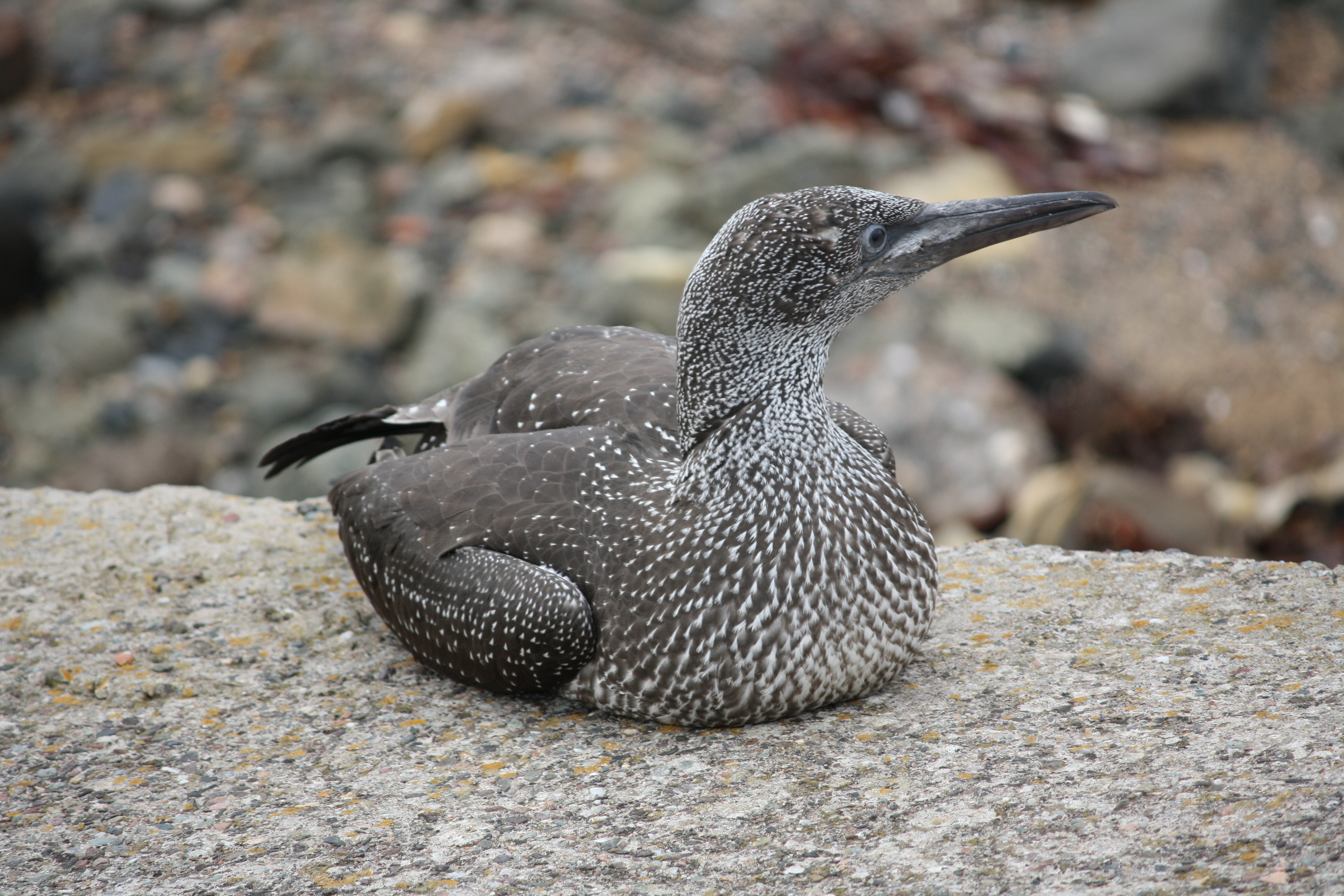
Juvenil havssula.
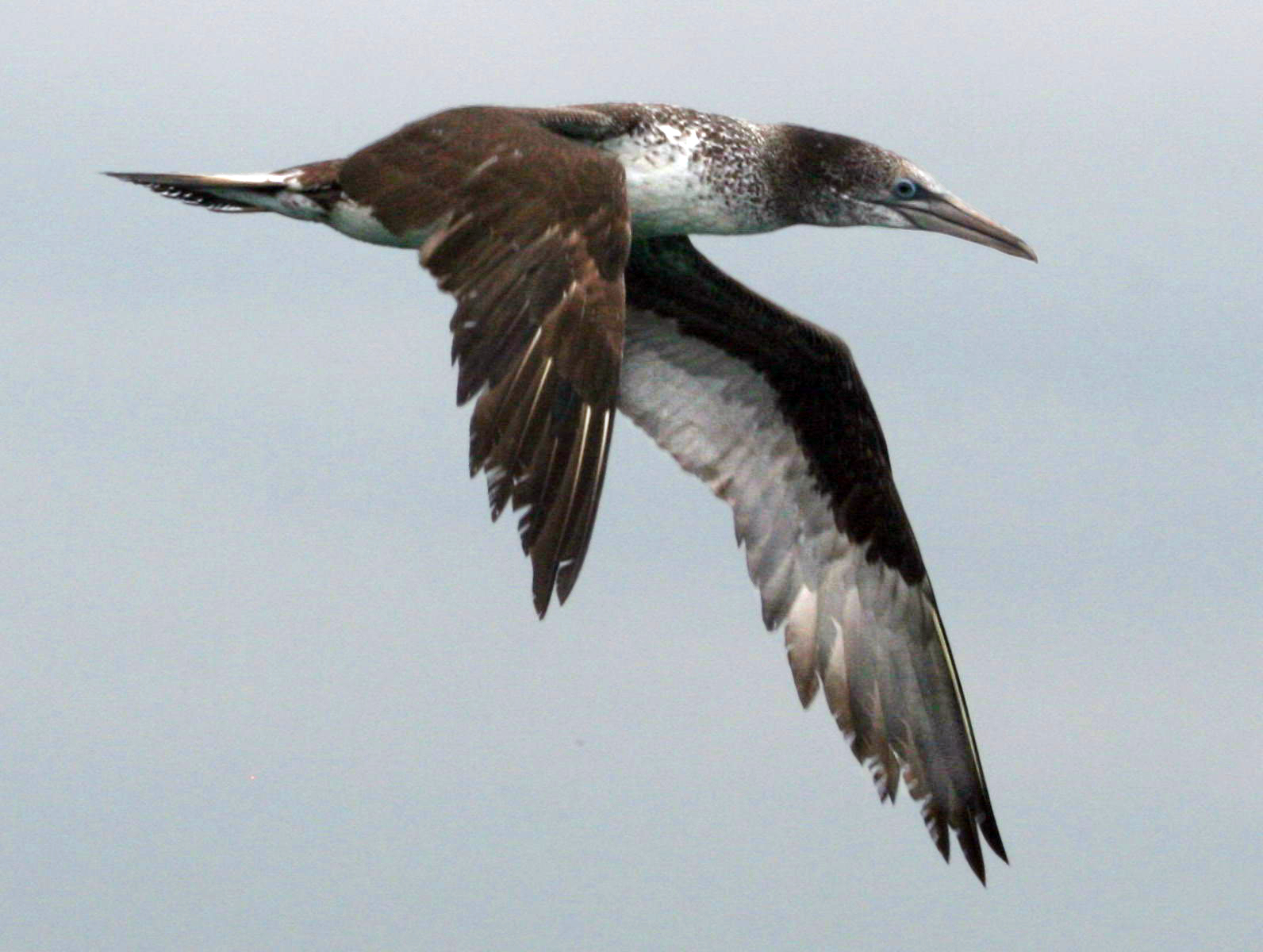
Andra kalenderåret (2K)
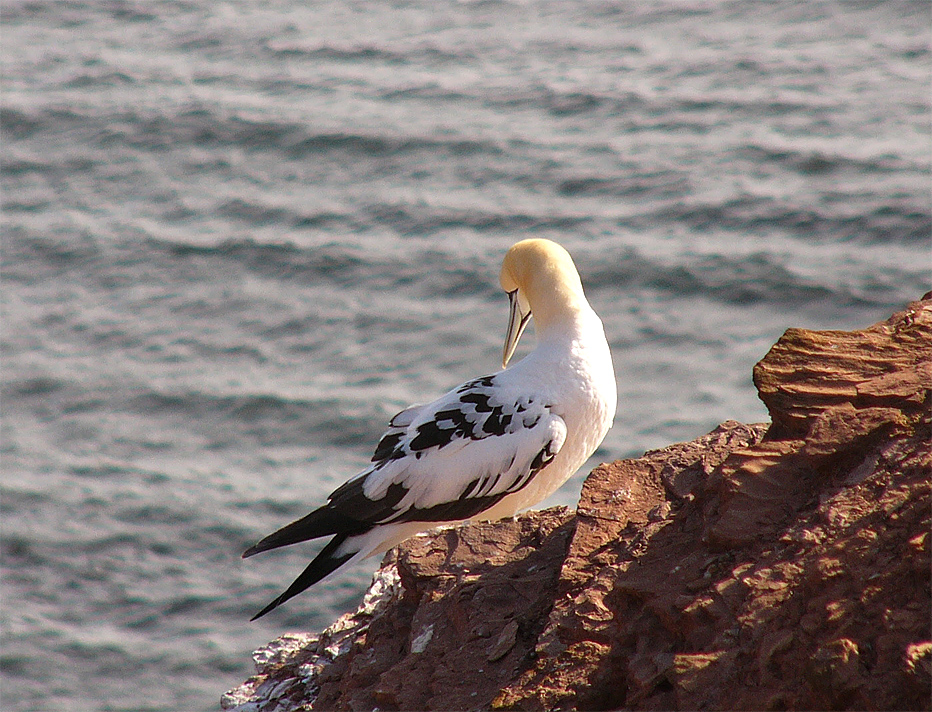
Tredje kalenderåret (3K)
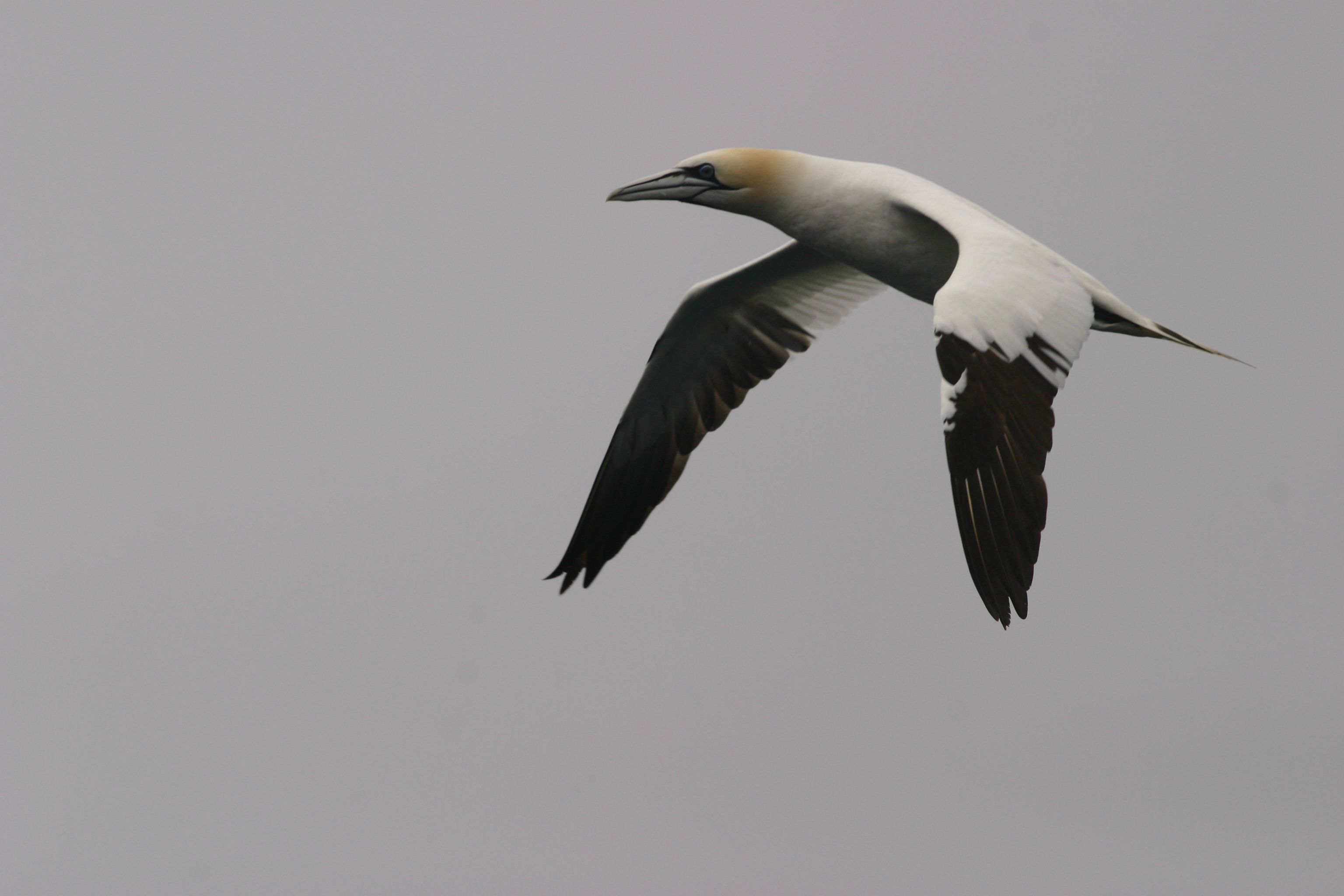
Fjärde kalenderåret (4K)

## Läte
I häckningskolonierna hörs skorrande och flåsande ljud, men till havs är den tystlåten.

## Utbredning

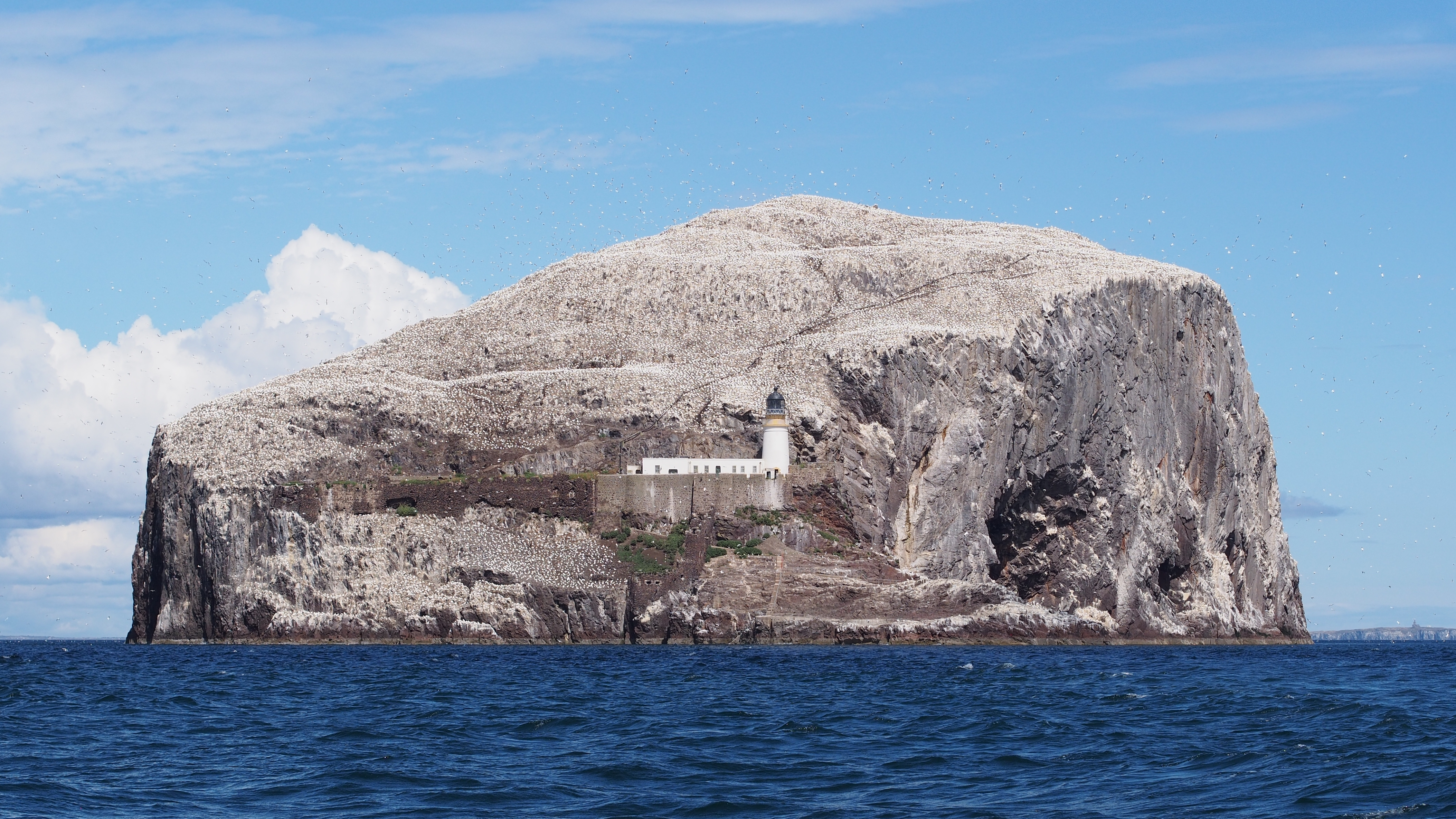
Bass Rock fullkomligt täckt av tusentals häckande par.

Havssulan häckar på båda sidor om Nordatlanten. Normalt häckar den i stora kolonier på klippor med utsikt över havet eller på små klippiga öar. De största kolonierna av havssulor finns runt Storbritanniens kuster. 
Bass Rock (75 000, 2014),  St. Kilda (60 000, 2013),  Ailsa Craig (33 000, 2014) och Bonaventure (60 000, 2009) utanför Quebecs kust. I Skandinavien häckar den endast i Norge, men den observeras i Sverige, särskilt vid hårda vindar, vid västkusten, men ibland också i Östersjön och inne i landet. 
Vid Hallands Väderö har observationer på över 3000 ex noterats vid sträckräkning. Havssulan är en flyttfågel och de flesta övervintrar till havs längre söderut i Atlanten.

## Systematik
Traditionellt har familjen sulor placerats i ordningen pelikanfåglar, men molekulära och morfologiska studier har visat att denna ordning är parafyletisk. Sulorna har därför flyttats till den nya ordningen Suliformes tillsammans med fregattfåglar, skarvar och ormhalsfåglar.
Det finns tio arter av sula. Tidigare fördes alla dessa till släktet Sula, men numera delas familjen upp i tre släkten, varav havssula, tillsammans med sina två närmsta släktingar, kapsula och australisk sula, placeras i släktet Morus.

## Ekologi

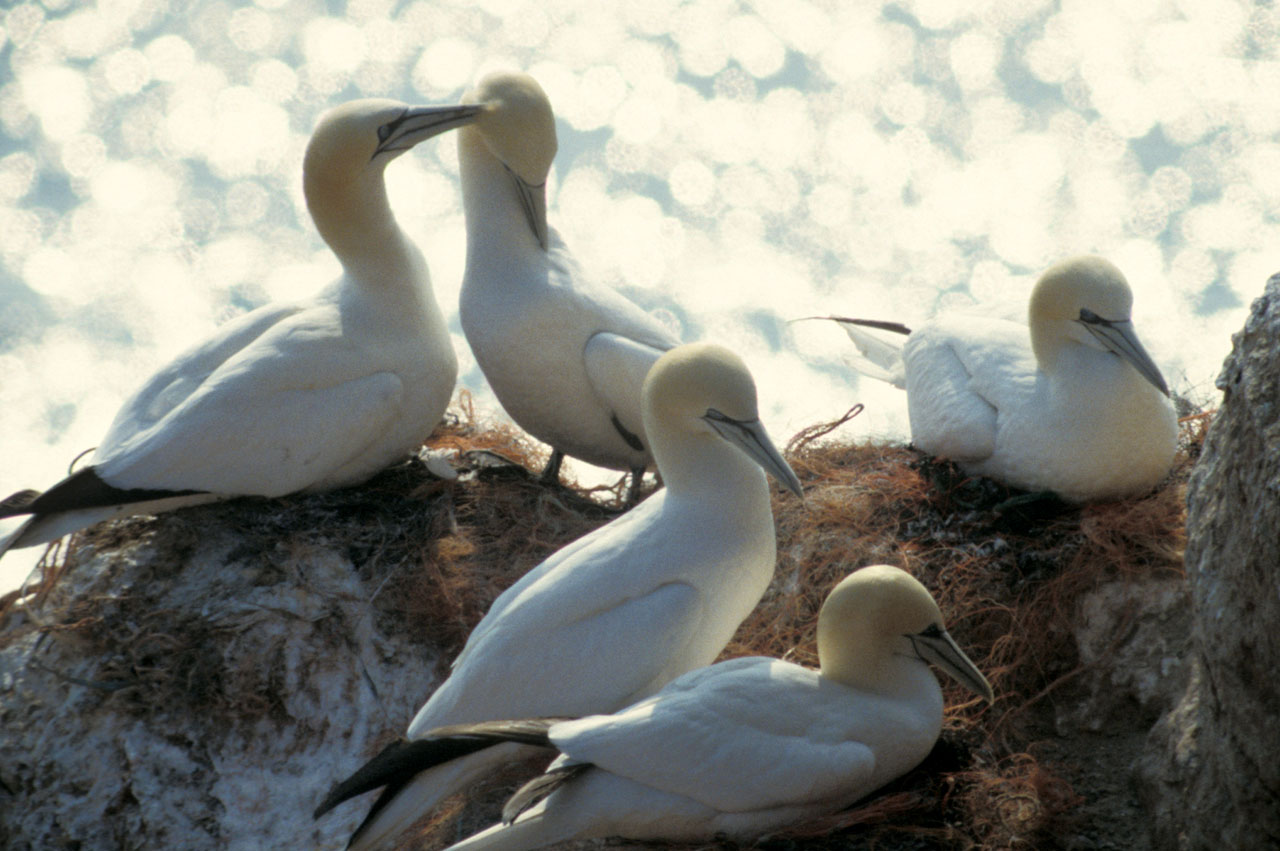
Häckande havssula på Helgoland i Nordsjön.

Havssulan födosöker genom att störtdyka ner i havet i hög fart efter att ha lokaliserat bytet med synen. De äter mestadels småfisk som samlas i stim nära ytan, särskilt sill, makrill, skarpsill och tobis. Trots att havssulan är en stark och skicklig flygare är den synnerligen klumpig när den lyfter och landar. 
Havssulepar kan förbli tillsammans under flera säsonger. De utför komplicerade hälsningsritualer vid boet genom att sträcka näbbarna och halsarna mot skyn och mjukt knacka näbbarna mot varandra.

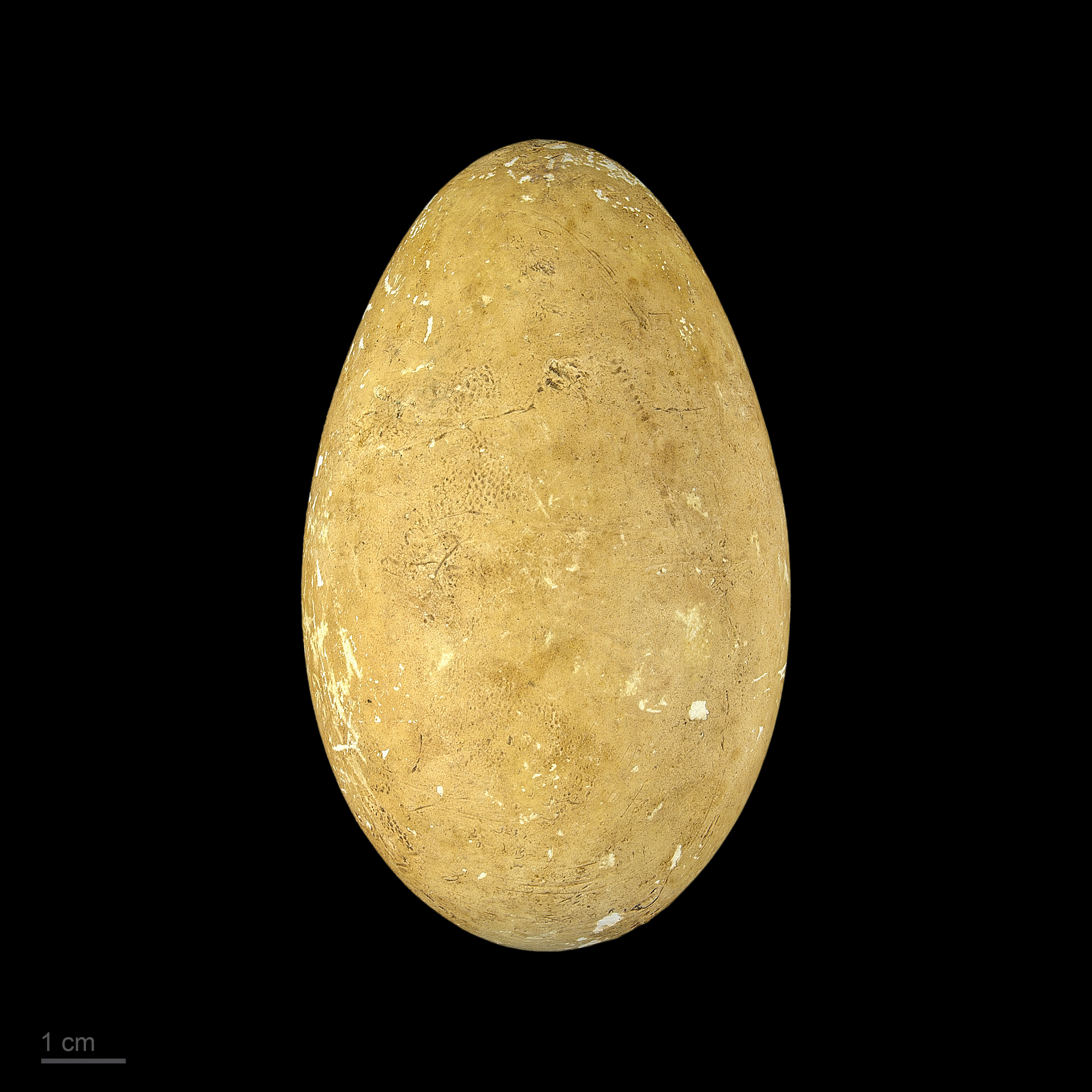
Havssulans ägg.

## Status och hot
Bestånden av havssulor är numera stabila, men antalet minskade tidigare kraftigt på grund av att habitatförstörelse, äggplockning och jakt. Internationella naturvårdsunionen (IUCN) bedömer att arten inte är globalt hotad, utan kategoriserar den som livskraftig (LC).